# Gregorio Manzano
Gregorio Manzano Ballesteros, mais conhecido como Gregorio Manzano (Bailén, 11 de Março de 1956) é um treinador de futebol  espanhol. Atualmente, está sem clube.

## Carreira
Gregorio Manzano nunca jogou profissionalmente, tendo sido professor de educação publica e psicológico, devido a  isso recebeu o apelido de O professor. Em 1983 começou na carreira de treinador, treinando equipes regionais. até que desde de 1989 despontou ao treinar o modesto Úbeda, tendo chegbgado a comandar equipes de maior prestígio, como Atlético de Madrid e Sevilla. além do mais treinou o Real Jaén, Rayo Vallecano, Martos, Talavera, Valladolid, Racing Santander, Mallorca. sendo que no comando do Atlético de Madrid, conquistou seu primeiro título, o da Copa da Espanha de 2002-03.
Em junho de 2011, retornou ao comando do Atlético de Madrid, após a saída de Quique Flores. Porém, em dezembro, acaba sendo demitido, devido á campanha irregular da equipe.

## Títulos
Mallorca
- Copa da Espanha de 2002–03

Málaga
- Torneio da Costa do Sol: 2005